# Marie Gayot
Marie Gayot (* 18. Dezember 1989 in Reims) ist eine französische Leichtathletin, die sich auf den 400-Meter-Lauf spezialisiert hat. Ihre größten internationalen Erfolge erzielte sie als Mitglied der französischen 4-mal-400-Meter-Staffel.

## Sportliche Laufbahn
Nach diversen Erfolgen im Jugend- und Juniorenbereich belegte Gayot bei den französischen Hallenmeisterschaften 2011 den zweiten Platz im 400-Meter-Lauf und wurde daraufhin für die Halleneuropameisterschaften in Paris nominiert. In der 4-mal-400-Meter-Staffel gewann sie gemeinsam mit Muriel Hurtis, Laetitia Denis und Floria Gueï die Bronzemedaille. Im selben Jahr erreichte sie bei den U23-Europameisterschaften in Ostrava zusammen mit Clemence Sorgnard, Elea Mariama Diarra und Floria Gueï ebenfalls den dritten Rang in der Staffel. Im 400-Meter-Lauf belegte sie dort Platz sechs.
Ihren bis dahin bedeutendsten internationalen Erfolg erzielte Gayot bei den Europameisterschaften 2012, als sie mit Phara Anacharsis, Lénora Guion Firmin und Floria Gueï die Silbermedaille in der Staffel gewann. Bei den Olympischen Spielen in London wurde die französische Staffel in der Aufstellung Anacharsis, Hurtis, Gayot und Gueï Sechste.
Im Jahr 2013 blieb Gayot ohne internationale Medaille. Sowohl bei den Halleneuropameisterschaften in Göteborg (mit Myriam Soumaré, Muriel Hurtis und Phara Anacharsis) als auch bei den Weltmeisterschaften in Moskau (Lénora Guion-Firmin, Muriel Hurtis und Floria Gueï) belegte sie in den Staffelwettbewerben jeweils den vierten Platz. Ebenso wurde sie bei den IAAF World Relays 2014 in Nassau mit Lenora Guion-Firmin, Agnès Raharolahy und Floria Gueï Vierte in der Staffel. Ihr erster Titelgewinn bei einem internationalen Großereignis gelang ihr schließlich bei den Europameisterschaften in Zürich. Als Startläuferin führte sie die französische 4-mal-400-Meter-Staffel um Muriel Hurtis, Agnès Raharolahy und Floria Gueï zum Sieg. Über 400 Meter belegte sie in Zürich den siebten Rang.
Bei den Halleneuropameisterschaften 2015 in Prag führte sie die französische Staffel um Floria Gueï, Elea Mariama Diarra und Agnès Raharolahy als Schlussläuferin zum Sieg. Außerdem wurde sie im 400-Meter-Lauf Fünfte. Bei den Weltmeisterschaften 2015 in Peking erreichte sie das Halbfinale, in dem sie ihre persönliche Bestleistung auf 50,97 s verbesserte. Mit der Staffel kam sie mit Estelle Perrossier, Agnès Raharolahy und Floria Gueï auf den siebten Platz. Europameisterschaften 2016 in Amsterdam gewann sie mit der Staffel die Silbermedaille.

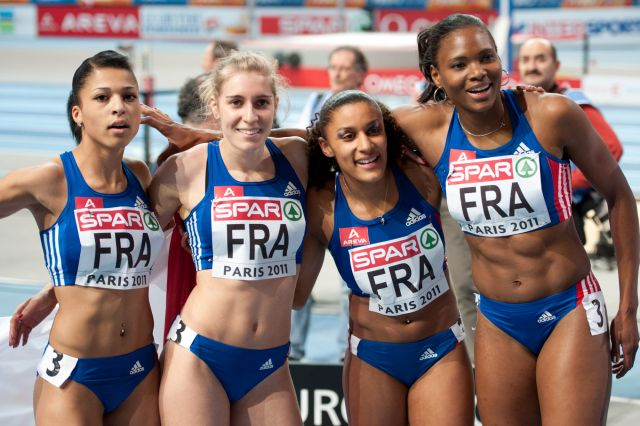
Bronzestaffel 2011 (2. v. l.)
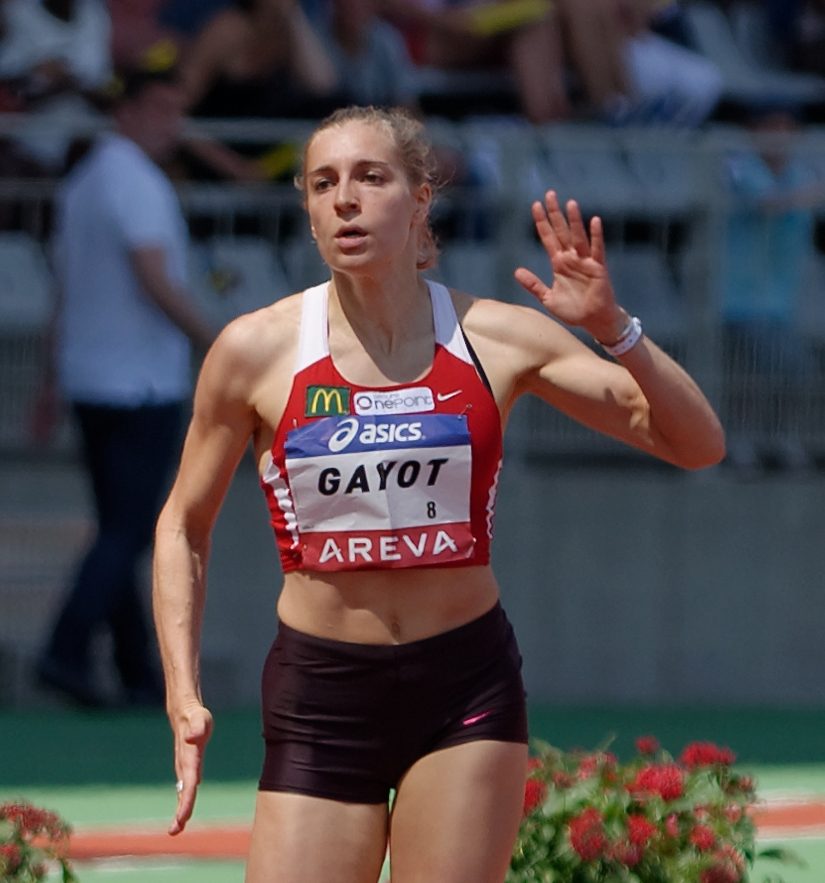
Französische Meisterschaften 2013